# 외젠 슈아셀

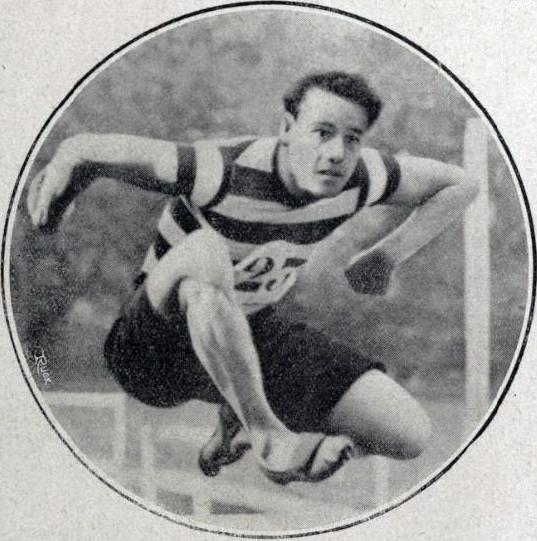

J. 외젠 슈아셀(프랑스어: J. Eugène Choisel, 1881년 ~ 1946년)은 프랑스의 육상 선수이다. 그는 프랑스의 파리에서 열린 1900년 하계 올림픽에 참가했다.
슈아셀은 200m 허들 경기에 참가해서 4위를 기록했다.
110m 허들 경기에도 참가했으며 1차 예선에서 3위를 기록, 결선 진출에 실패했다.

## 참고 문헌
- De Wael, Herman. Herman's Full Olympians: "Athletics 1900". 2010년 9월 15일 확인, 컴퓨터로는  보관됨 2006-02-11 - 웨이백 머신에서 확인 가능.
- Mallon, Bill (1998). 《The 1900 Olympic Games, Results for All Competitors in All Events, with Commentary》. McFarland & Company, Inc., Publishers. ISBN 0-7864-0378-0.